# Lista chorążych reprezentacji Tonga na igrzyskach olimpijskich
Lista chorążych reprezentacji Tonga na igrzyskach olimpijskich – lista zawodników i zawodniczek reprezentacji Tonga, którzy podczas ceremonii otwarcia nowożytnych igrzysk olimpijskich nieśli flagę Tonga.

## Chronologiczna lista chorążych
| Lp. | Rok i miejsce        | Chorąży            | Dyscyplina        |
| --- | -------------------- | ------------------ | ----------------- |
| 1   | 1984, Los Angeles    | Fine Sani Vea      | Boks              |
| 2   | 1988, Seul           | Siololovau Ikavuka | Lekkoatletyka     |
| 3   | 1992, Barcelona      | b.d.               |                   |
| 4   | 1996, Atlanta        | Paea Wolfgramm     | Boks              |
| 5   | 2000, Sydney         | Ana Siulolo Liku   | Lekkoatletyka     |
| 6   | 2004, Ateny          | Maʻafu Hawke       | Boks              |
| 7   | 2008, Pekin          | ʻAna Poʻuhila      | Lekkoatletyka     |
| 8   | 2012, Londyn         | Amini Fonua        | pływanie          |
| 9   | 2014, Sochi          | Bruno Banani       | Saneczkarstwo     |
| 10  | 2016, Rio de Janeiro | Pita Taufatofua    | Taekwondo         |
| 11  | 2018, Pjongczang     | Pita Taufatofua    | Biegi narciarskie |
| 12  | 2020, Tokio          | Malia Paseka       | Taekwondo         |
| 12  | 2020, Tokio          | Pita Taufatofua    | Taekwondo         |